# Щир (спомагателен крайцер)
Щир (на немски: Stier, HSK-6) е спомагателен крайцер на Немския флот от времето на Втората световна война. Това е преустроения товарен кораб „Кайро“ (на немски: Cairo), в германския флот е познат като „Шиф-33“ (на немски: Schiff 33), в Кралския флот получава обозначението – „Рейдер „J““. Прекратява активни бойни действия на 27 септември 1942 г. след битка с въоръжения войскови транспорт на САЩ „Стивън Хопкинс“. Екипажът се връща в Германия.

## История
Корабът е построен в Кил на стапелите на фирмата „Германиаверфт“ (на немски: Germaniawerft) за Линия „Атлас-Левант“. През ноември 1939 г. е предаден на Кригсмарине, първоначално се използва като спомагателен кораб в Балтика, след това е преоборудван на минен заградител, който следва да участва в Операция Морски лъв. През пролетта и лятото на 1941 г. в Ротердам е преоборудван като спомагателен крайцер и влиза в състава на немския флот на 10 ноември 1941 г. под името „Щир“.

## Бойни действия

### Рейдерскипоход

#### Преминаването през Ла Манш
На 12 май 1942 г. корабът, под командването на капитан цур зе Хорст Герлах напуска Ротердам и със силна охрана се насочва към Ла Манш. На следващия ден протича бой с британски торпедни катери, при който един от тях е потопен, а немците губят два торпедни катера. Въпреки това, „Щир“ успява да достигне френския Роаян, където попълва боеприпасите си. След няколко дни той вече държи курс на юг.
Това е последното успешно преминаване на немски рейдер от Германия в Атлантика, всички последващи опити се провалят.

#### В Атлантика
За двете седмици крайцерстване в централния Атлантически океан не срещат нито един кораб. На 4 юни късмета все пак се усмихва на капитан Герлах, като британския сухогруз „Гемстоун“, който пренася желязна руда от Южна Африка в САЩ. След предупредителни изстрели съдът е спрян, екипажът му преместен на „Щир“, а самия съд е потопен.
Два дни по-късно е атакуван танкера „Стенвек Калкута“, под Панамски флаг. Той се опитва да се защити, като при това са ранени двама от екипажа на рейдера. Самият танкер е силно повреден от огъня на „Щир“, загиват 14 души, включителни и капитана му. Останалите живи са качени на борда на рейдера, а самия кораб е потопен с торпедо.
На 10 юни „Щир“ е дозареден от снабдителния съд „Шарлот Шлиман“, на когото са предадени и пленниците.
Започва дълго и безрезултатно плаване в Атлантика. Повредите, в началото на юни, на намиращите се на борда самолети силно намаляват разузнавателните възможности на рейдера. На 27 юли „Щир“ отново се среща с „Шарлот Шлиман“, а два дни по-късно среща друг спомагателен крайцер – „Михел“. Капитаните на двата кораба решават да действат обединено, но това също не води до резултати.
На 9 август е забелязан британския сухогруз „Делхаус“. В отговор на искането да спре той открива огън, но след кратка престрелка на борда му избухва пожар и както предишните жертви на рейдера е довършен с торпедо. Опасявайки се, че изпратения сигнал за помощ може да е уловен от военните кораби на противника „Щир“ и „Михел“, напускат тази част от океана и пътищата им окончателно се разделят.
През следващия месец патрулирането в централната част на океана е безрезултатно. Опита да акостират на остров Хоф за малък ремонт също е неуспешен, заради силно вълнение. За последен път попълвайки запасите си от „Шарлот Шлиман“, Герлах продължил търсенето.

#### „Стивън Хопкинс“
На 27 септември, в Карибско море близо до Суринам, рейдерът е зает с товарене на припаси от снабдителния кораб „Таненфелс“ (на немски: Tannenfels). Внезапно от мъглата излиза сухогруз (8:52). Това е „Стивън Хопкинс“ – американски транспортен кораб от типа „Либърти“, който под баласт плава от Кейптаун към Парамарибо. На сигнала да спре транспорта не отговаря и „Щир“ незабавно открива огън (8:55). „Хопкинс“ имал само едно 102 mm оръдие против шест 150 mm оръдия на рейдера и значително отстъпва на последния по скорост. Въпреки това, транспортът приема боя. В резултат на 20 минутната престрелка на дистанция под 2 мили, „Стивън Хопкинс“ ляга в дрейф и скоро потъва (около 10:00). „Щир“ получава толкова тежки повреди, че капитанът решава да се напусне кораба. Екипажът на рейдера се прехвърля на „Таненфелс“, а корабът е взривен (11:40). От 56 души на борда на „Стивън Хопкинс“, 37 загиват в боя, включително и капитана. 19-те оцелели повече от месец дрейфуват в лодка, докато не достигат брега на Бразилия, изминавайки с платна повече от 2000 мили; четирима умират по пътя.
Капитанът на „Щир“ в отчета си за сражението описва, че е водил бой с „добре въоръжен рейдер“, който, по негово мнение, имал най-малко 7 големи оръдия. Това си заключение той направил на основа темпа на стрелба от страна на „Стивън Хопкинс“.

### Резултати
Потопени съдове:
| Дата              | Име              | Тип                               | Страна         | Тонаж, брт | Товар        | Забележка                                      |
| ----------------- | ---------------- | --------------------------------- | -------------- | ---------- | ------------ | ---------------------------------------------- |
| 4 юни 1942        | Gemstone         | сухогруз                          | Великобритания | 4986       | желязна руда | потопен с торпедо                              |
| 6 юни 1942        | Stanvac Calcutta | танкер                            | Панама         | 10 170     |              | потопен с торпедо след артилерийска престрелка |
| 9 август 1942     | Dalhousie        | товарен кораб                     | Великобритания | 7250       |              | потопен с торпедо след артилерийска престрелка |
| 27 септември 1942 | Stephen Hopkins  | войскови транспорт, тип „Либърти“ | САЩ            | 7181       | пшеница      | потопен с артилерия в бой                      |

Общ тонаж на потопените и пленени от „Щир“ съдове е около 29 000 брт.

## Коментари
1. ↑  От на немски: Handelsstörkreuzer, което означава спомагателен крайцер номер 6.
2. ↑  „Шиф-33“ (нем. „Schiff 33“) – в превод от немски език означава „Плавателен съд № 33“.
3. ↑  Съответства на званието капитан 1-ви ранг.
4. ↑  За оказаната съпротива „Стенвек Калкута“ получава от Морската администрация на САЩ статуса „Героичен кораб“ (на английски: Gallant Ship).
5. ↑  Разчета на оръдието загива бързо; на мястото на убитите артилеристи застават доброволци от моряците. В последните минути на боя огъня от оръдието води сам 18-годишния кадет Едуин О'Хара, до взрива, който унищожава оръдието.
6. ↑  В резултат на боя „Щир“ получава 35 попадения от 102 mm снаряди; в боя загиват 2 души от екипажа.
7. ↑  На борда на транспорта има 56 души: 40 души екипаж, 15 войника, като въоръжена охрана и един пътник.
8. ↑  Тонажът на съдовете посочени в таблицата според други източници може да е различен. ( Архив на оригинала от 2012-01-03 в Wayback Machine.)((en)).